# Monarchia assoluta

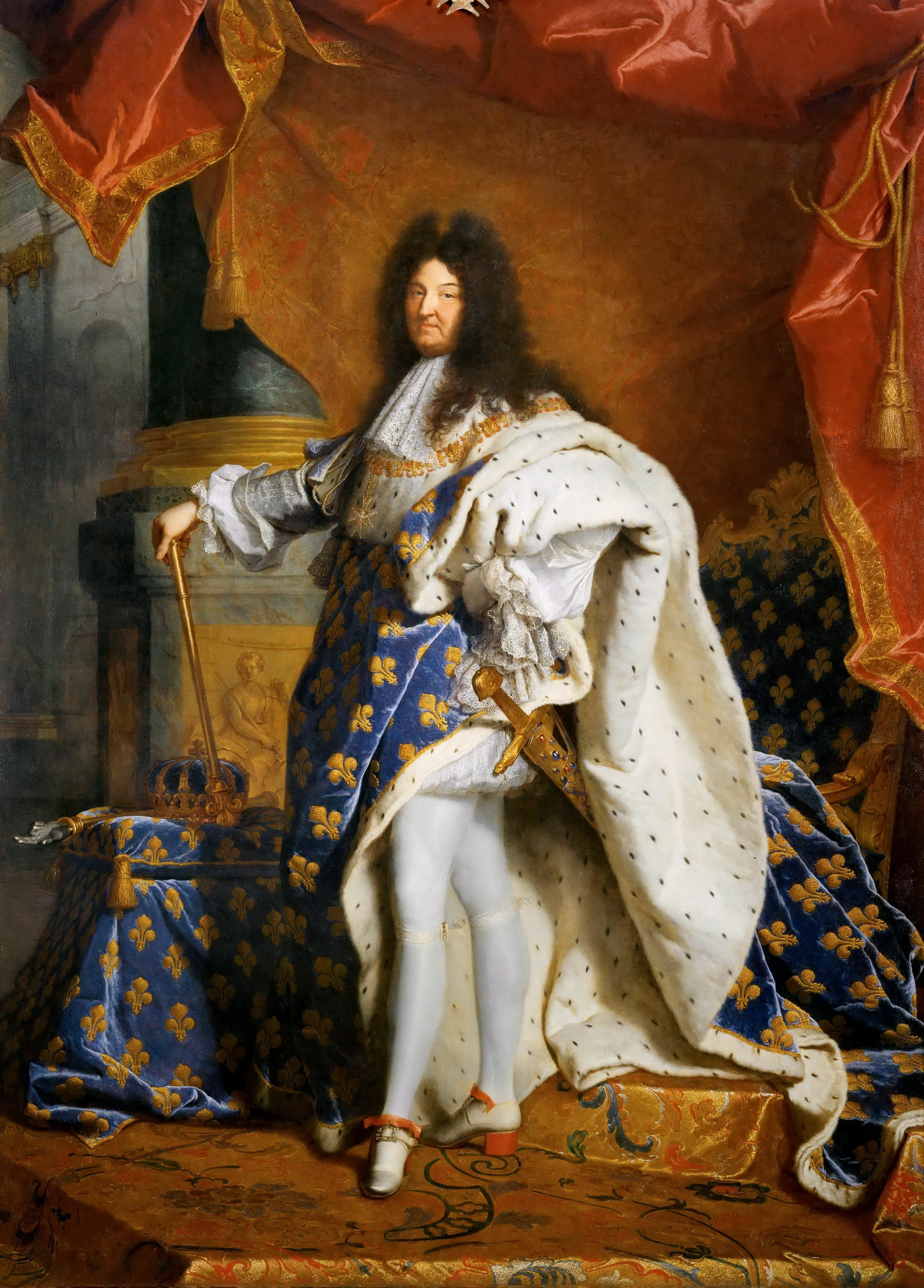
Luigi XIV di Francia detto il Re Sole, celebre esempio di monarca assoluto

Per monarchia assoluta si intende una forma monarchica del governo, il cui sovrano non è condizionato da limiti esterni o interni; perciò possiede un potere assoluto, sebbene non totale. Si contrappone così alla monarchia costituzionale, dove i poteri del monarca sono espressamente limitati da una costituzione, ma anche alle forme dispotiche del potere come la tirannide.
Questa forma di governo ebbe il suo sviluppo e massima espressione nell'Europa dell'età moderna, tra i secoli XVI e XVIII: per questo il periodo tra il 1660 e il 1748 viene anche definito come "età dell'assolutismo". Nonostante ciò, ancora oggi rimangono alcune monarchie che possono essere definite assolute.

## Definizione e terminologia
Il termine "assoluto" deriva dall'unione dei due termini latini ab ("da") e il participio passato solutum ("sciolto") , ovvero sciolto da ogni costrizione esterna.
La definizione di monarchia assoluta nacque con significato negativo tra la fine del Settecento e l'inizio dell'Ottocento per indicare le grandi monarchie europee che avevano dominato il periodo antecedente alla Rivoluzione francese.

## Storia

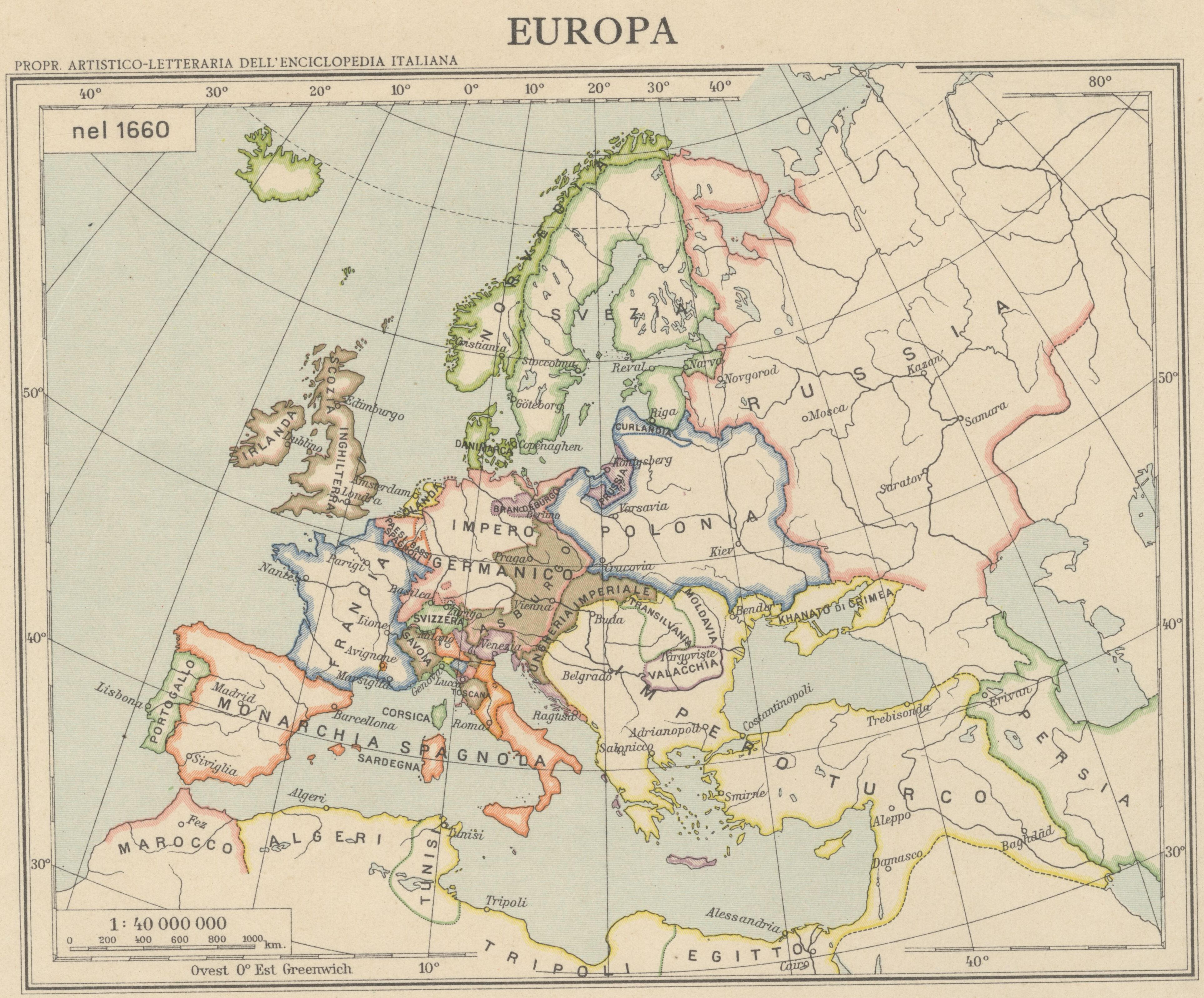
Gli stati europei nel 1660

Il modello politico della monarchia assoluta rappresentò una fase determinante nella formazione dello Stato moderno, durante il quale il potere centrale, rappresentato dal monarca, si pose l'obiettivo di esercitare la propria sovranità su un determinato territorio e sulla popolazione nel quale insisteva. Tuttavia questo processo di lunga durata fu frenato dal permanere delle strutture sociopolitiche di origine medievale: poteri diffusi come città, comunità e corpi sociali continuavano ad agire secondo consuetudini consolidate rispetto alla forza sempre maggiore esercitata dalla monarchia.

### Origini
Il processo di formazione delle monarchie assolute iniziò sin dagli albori dell'età moderna, quando tra il XV e il XVI secolo le monarchie europee progressivamente si emanciparono dal modello medievale dei poteri universali, la Chiesa e l'Impero. Le formazioni politiche dell'epoca erano ancora molto deboli sia sul piano interno che nei rapporti esterni; tuttavia col tempo incominciò a prevalere il potere dello Stato, incarnato nella figura del sovrano.
Le nuove monarchie accentrate furono il prodotto dei mutamenti politici avvenuti nel corso del Rinascimento. La crisi delle strutture feudali nel XIV secolo portò alla scomparsa, almeno nell'Europa occidentale, della servitù della gleba; la nobiltà fondiaria, la classe dominante in Europa, si ritrovò così privata della propria base di potere. La risposta fu trovata nell'assolutismo, che si configurò come una nuova forma di dominio feudale. La riorganizzazione delle strutture sociali e politiche portò al consolidamento della proprietà fondiaria aristocratica e al contempo ad un accentramento della sovranità nello Stato, tramite la concentrazione dei poteri nelle monarchie.
I sovrani europei nel corso del Cinquecento trovarono nell'alleanza con la Chiesa cattolica un valido supporto: anzi, secondo Paolo Prodi fu nello stesso Stato pontificio che si manifestarono per primi i caratteri dell'assolutismo monarchico. Il legame della corona con la religione si rese poi via via più esplicito tramite la formulazione del principio di "diritto divino dei re". Questo concetto, la cui massima esposizione si ebbe verso la fine del Seicento grazie al vescovo francese Bossuet, prevedeva che la legittimazione dell'autorità politica derivasse direttamente da Dio. Nei paesi protestanti inoltre la creazione di chiese nazionali favorì il processo di subordinazione della religione allo Stato.
Un vero e proprio progetto politico di costruzione della monarchia assoluta si ebbe solo a partire dal Seicento, in particolar modo con l'opera di Luigi XIV di Borbone. Nonostante ciò anche nel Regno di Francia il crescente potere dello Stato dovette venire a patti con i privilegi di singole province, città, corpi e ceti sociali.

### Caratteristiche

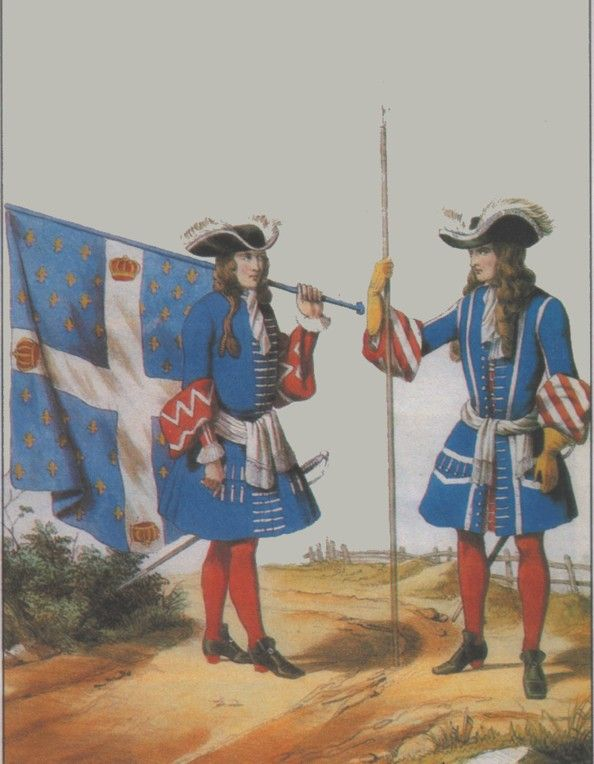
Soldati delle Gardes françaises, 1697

Il potere del monarca era assoluto ma non illimitato, distinguendo così le monarchie assolute da forme di governo autocratiche come dispotismi e tirannidi. La legittimazione del Sovrano tramite il diritto divino infatti lo obbligava a rispettare le leggi naturali, preesistenti allo Stato, come il diritto di proprietà. Inoltre era comunque tenuto a considerare alcune leggi fondamentali del regno come il diritto di successione.
Nell'Europa di Antico regime le formazioni statali si limitavano sostanzialmente alla difesa dai nemici esterni e al mantenimento dell'ordine interno. Dunque le funzioni esercitate dalle monarchie assolute erano principalmente quelle della giustizia, della diplomazia e soprattutto della guerra; a questo scopo gli Stati tesero a monopolizzare l'uso della violenza legale, contrastando ad esempio la pratica del duello privato.
Nonostante il permanere all'interno degli Stati di giurisdizioni e ordinamenti molteplici, di matrice ecclesiastica, locale o corporativa, le monarchie progressivamente riuscirono a rafforzare il proprio potere giudiziario. La giustizia divenne così un attributo essenziale del sovrano, che tramite il suo esercizio estendeva il proprio potere in tutto il suo dominio, sia tramite l'attività legislativa che con l'applicazione del diritto. Imponendo la supremazia del diritto regio e istituendo tribunali (in particolar modo d'appello) in tutto il paese, il monarca assoluto estese la propria autorità sull'intero territorio da lui controllato.
La definizione della moderna politica estera dopo la Pace di Vestfalia e lo sviluppo delle tecniche belliche portò all'ampliamento dell'apparato militare delle monarchie europee. La creazione di armate permanenti, che nel corso del Settecento divennero eserciti professionisti, provocarono un aumento della spesa pubblica che venne coperta grazie all'imposizione fiscale. L'esigenza delle monarchie assolute di una fiscalità efficiente comportò a sua volta la costruzione di una burocrazia statale, organizzata sul territorio tramite una rete di funzionari regi, i quali rappresentavano il sovrano ed esercitavano in suo conto funzioni amministrative, giudiziarie e finanziarie.

#### Diritto e giurisdizione
Il recupero del diritto romano avvenuto nel corso del medioevo fu necessario per due ambiti fondamentali nel percorso di creazione degli stati assoluti: l'economia e la politica.
In campo economico infatti la tradizione giuridica romana venne applicata per formulare le concezioni moderne della proprietà. In particolare, ciò fu utile alla classe proprietaria terriera, che tramite l'istituto della proprietà privata vedeva rafforzato il proprio dominio fondiario; altresì favorì gli interessi economici della crescente borghesia commerciale e manifatturiera, fornendo loro maggior sicurezza nell'applicazione del diritto.
A livello politico invece il diritto fu lo strumento essenziale per l'affermazione della sovranità regia. La ripresa del diritto romano era necessaria alla riorganizzazione delle strutture politiche feudali. Lo sforzo accentratore delle monarchie vide nel controllo della giustizia e del diritto il principale mezzo intellettuale per raggiungere i propri fini, come l'integrazione territoriale e l'accentramento amministrativo. Il potere assoluto del sovrano venne sostenuto e sintetizzato dalla massima ulpianea Quod placuit principi, habet vigorem legis e dal recupero del principio del legibus solutus.

#### Fisco e burocrazia
Lo sviluppo di un'estesa burocrazia nelle monarchie assolute prese la forma dell'acquisto degli uffici: i compiti dell'amministrazione civile erano infatti alienabili e vendibili ai privati, con l'obiettivo dichiarato di sostenere finanziariamente lo Stato.
Questo sistema, diffusosi a partire dal Cinquecento, era noto come "vendita degli uffici" o "venalità delle cariche"; esso permetteva l'integrazione della nobiltà feudale nei ranghi della monarchia e allo stesso tempo era uno strumento di sussunzione della borghesia in ascesa. Infatti, la borghesia poteva elevarsi socialmente acquistando onori e uffici ereditari; tuttavia rimaneva in posizione subordinata rispetto alla classe dominante, ovvero l'aristocrazia terriera. Ciò comportò la formazione di un ceto particolare di ufficiali, conosciuto in Francia come nobiltà di toga.
Il fisco rappresentava l'altra grande fonte di introiti per le casse statali. Il peso della fiscalità ricadeva per la gran parte sulle classi più povere, come i contadini: ovunque in Europa, la nobiltà era esente dalle imposte dirette. Nel periodo di affermazione delle monarchie assolute si assistette ad una crescita dell'imposizione fiscale, dovuta principalmente alle spese militari, a scapito dei censi signorili che tuttavia permanevano, continuando ad opprimere la popolazione rurale.

### Sviluppi dell'assolutismo nelle monarchie europee

#### Inghilterra

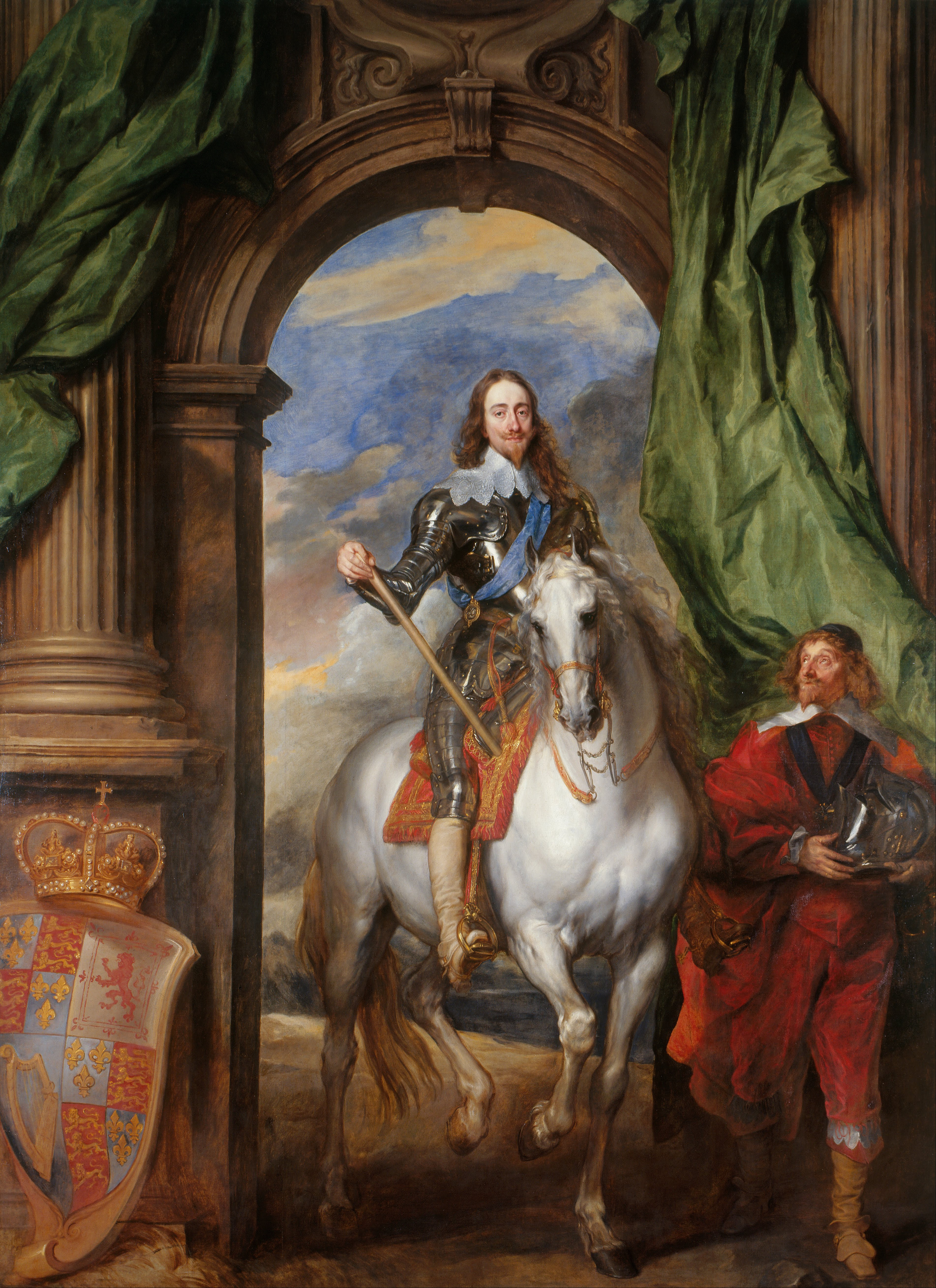
Carlo I Stuart in un dipinto di Antoon van Dyck

Nel Regno d'Inghilterra i primi sovrani della dinastia Stuart cercarono di rafforzare il proprio potere, dovendosi però scontrare con il Parlamento, che rivendicava il diritto di approvare le imposizioni fiscali necessarie a finanziare la politica del regno. Già Giacomo I tra il 1604 e il 1624 convocò quattro parlamenti, che negarono gli strumenti economici necessari alla Corona.
Con il successore Carlo I si verificarono le tensioni più grosse: nel 1628 il Parlamento presentò al re la Petizione dei diritti, con la quale si limitavano i poteri del sovrano, ma ulteriori scontri portarono Carlo I a sciogliere il Parlamento l'anno seguente. Tra il 1629 e il 1640 il re governò senza Parlamento, instaurando un dominio di tipo personale che venne defininto Personal Rule. Nonostante il tentativo di Carlo I di rafforzare i poteri della Corona, l'Inghilterra non divenne una monarchia assoluta: nel 1640 Carlo I fu costretto a convocare un parlamento, dando inizio alle vicende della Guerra civile inglese, in cui finì deposto e decapitato. La monarchia assoluta britannica fu definitivamente abolita con la Gloriosa rivoluzione nel 1688.

#### Francia
La monarchia francese, nonostante la presenza di grosse differenze giuridiche tra le varie province e regioni, si avviò ben presto verso una progressiva affermazione del potere dello Stato. Nel 1614 vennero convocati per l'ultima volta gli Stati generali, rappresentanti delle varie istanze cetuali, sotto Maria de' Medici; più tardi, la decisa azione di governo intrapresa dal cardinale Richelieu favorì i processi di centralizzazione della monarchia, rafforzando il potere della Corona su tutto il territorio francese.
La forma più compiuta di monarchia assoluta, in Francia e in Europa, si ebbe però con il regno di Luigi XIV. Tra il 1661, anno della morte del ministro Mazzarino, e il 1715, il Re Sole accentrò nella sua figura tutto il potere politico, esemplificato nella celebre frase l'État, c'est moi! (lo Stato sono io). Sotto il lungo regno di Luigi XIV si ebbe una decisiva affermazione del potere dello Stato, tramite l'articolazione di una vasta burocrazia, sulla molteplicità degli ordinamenti particolari di origine medievale. Il suo modello politico venne preso ad esempio in tutta l'Europa continentale e segnando l'intero periodo tra XVII e XVIII secolo. La Rivoluzione francese segnò la fine della monarchia assoluta in Francia. Decaduta di fatto nel 1789 con l'approvazione della Dichiarazione dei diritti dell'uomo e del cittadino, fu definitivamente abolita con la Costituzione francese del 1791, malgrado tentativi successivi di ripristino di fatto avvenuti durante l'ultima parte (1820-1830) della Restaurazione francese.

### Assolutismo illuminato
L'azione riformatrice dei monarchi europei nella seconda metà del Settecento, improntata dalle idee illuministe, venne definita come assolutismo o dispotismo illuminato. Il potere infatti rimaneva saldamente in mano al re che governava in maniera assoluta come i suoi predecessori, ma l'operato di governo si distinse verso un maggior impegno nella riforma e nel consolidamento delle strutture statali.

## Impianto teorico-filosofico
Lo sviluppo della filosofia politica tra XVI e XVII secolo sostenne il processo di formazione delle monarchie assolute, con la definizione del concetto di sovranità e l'elaborazione del giusnaturalismo, quest'ultimo ad opera soprattutto di Ugo Grozio. Il francese Jean Bodin invece fu il primo a riconoscere nello Stato la suprema facoltà legislativa tramite la nozione chiave di sovranità, incarnata dal monarca. La sua opera più importante, I sei libri dello Stato, fu alla base per la moderna teorizzazione del potere politico.
Nel corso del Seicento venne formulata la dottrina contrattualistica, principalmente da parte degli inglesi Thomas Hobbes e John Locke. Questa teoria politica, pur essendo slegata dalle concrete pratiche di governo delle monarchie assolute, si rivelò determinante per una moderna concezione dello Stato. L'idea del pactum subjectionis (ovvero un patto col Sovrano, che Hobbes definiva come Leviatano, al quale il popolo era sottomesso) giustificava infatti l'autorità assoluta del monarca, senza vincoli né limiti; la legittimazione del potere non derivava più dalla volontà divina ma dalla delega dei poteri da parte dei sudditi.

## Forma di governo in uso
- Arabia Saudita (regno) re Salman dell'Arabia Saudita[25]

Paesi del mondo per forma di governo. In viola le monarchie assolute

- Brunei (sultanato) sultano Hassanal Bolkiah[26]
- Città del Vaticano (teocrazia) Papa Leone XIV[27]
- Emirati Arabi Uniti (federazione di emirati). Gli Emirati Arabi Uniti rappresentano una federazione il cui capo di Stato è il Presidente della Federazione, carica attualmente ricoperta da Mohammed bin Zayed Al Nahyan, ovvero dall'Emiro attualmente regnante di Abu Dhabi. Ogni Emirato è tuttavia governato da un emiro con i poteri di una monarchia assoluta.[28]
- eSwatini (regno) re Mswati III di eSwatini[29]
- Oman (sultanato) sultano Haytham bin Tariq Al Sa'id[30]